# 2009年不列顛群島暴風雪
2009年不列顛群島暴风雪是指2009年2月上旬发生在西欧各国的长期降雪，英國廣泛地區大雪紛飛，東南部更現18年來最厲害暴雪，部分地區降雪量將達20厘米，首都倫敦的交通幾乎癱瘓。英國氣象局指出全英國大部分地區料將風雪交加，加上另一股暴風雪正由法國吹往英國。

## 影响

### 學校停課

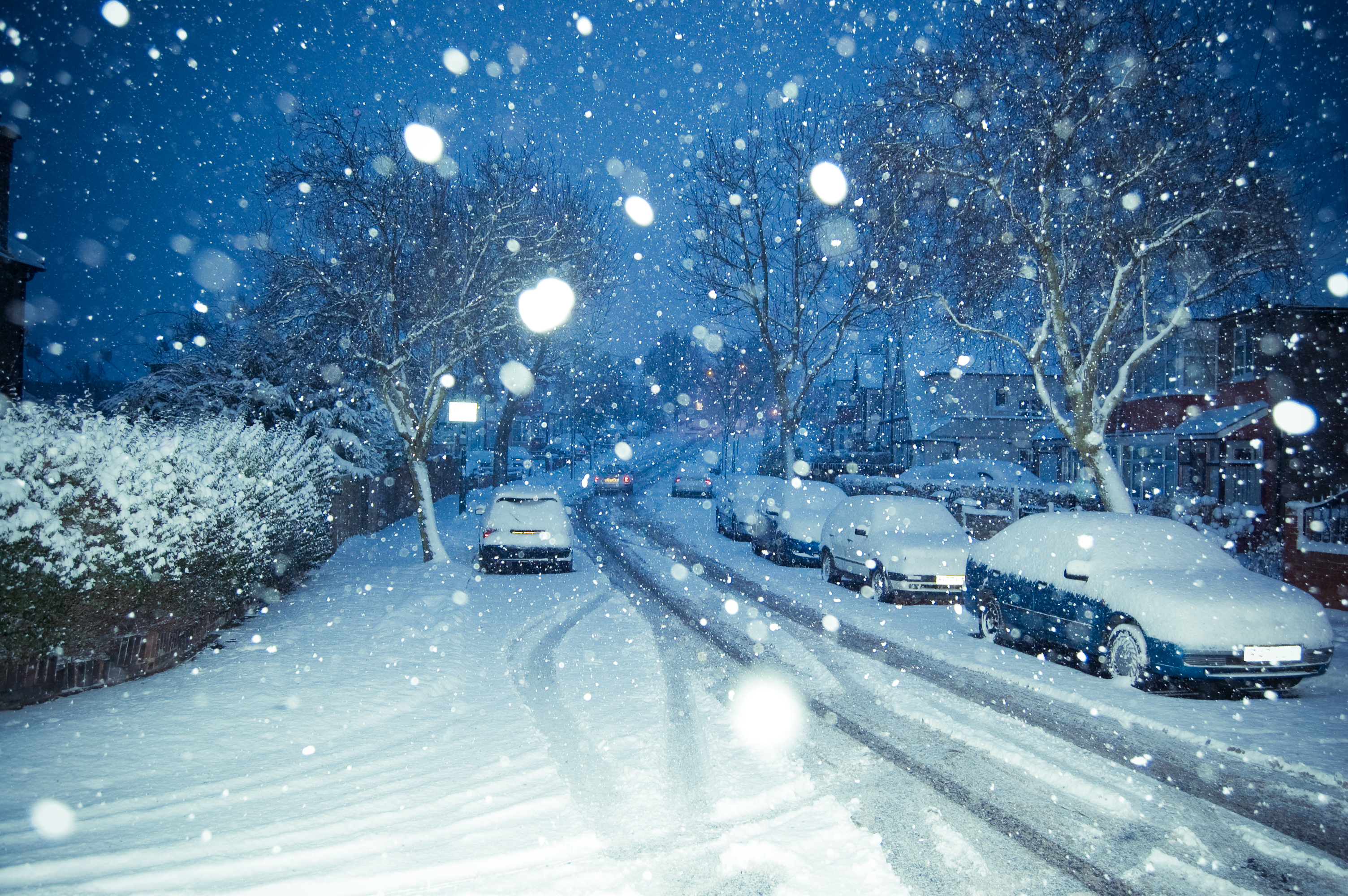
倫敦的大雪

- 在英國超過4500間學校在2月3日停課，原因是大部分暖氣系統或學生回校問題，雖然跨區學校停課證明學校並非全部都有這種情況。西約克郡全部學校，包括布拉德福德內所有的197間，都被關閉。列斯議會說學校是否停課是校長的決定。一間位於西約克郡哈利法克斯的學校，在2月2日到6日仍然封閉。[2]愛爾蘭的學校亦受到影響。
- 所有薩里郡的403間學校在2月2和3日封閉。在威爾士，500間學校關閉，因為在某些地區積雪達15厘米（6吋）。[3]
- 在伯明罕自治市、達德利和索利哈爾每所學校均關閉，這個是一天前的決定，但當時該區的200多間其它學校已被關閉。110間學校在2月2日停課，當中很多第二天決定保持關閉。[4][5]
- 在蘇格蘭，在邊境的所有74間學校被關閉兩天。 在西南部有超過250間學校被封閉，因為10厘米的積雪。[6]
- 大部分學校在2月4日重開，雖然約200間在威爾士的學校仍然封閉，而在其它地區有100間。
- 2月5日，由於英格蘭中部地區下雪，超過 500 間學校封閉。
- 在愛爾蘭，在卡洛郡、基爾肯尼郡和米斯郡的學校從2月2日起被關閉。

### 运输
英國境内的交通運輸深受惡劣天氣的影響，列車的班次被迫减少，受到影響最大的是東南部地區。

### 航空延误
希斯路機場關閉了兩條跑道，其中一條跑道後來重新開放。英航則取消了所有的離港航班。倫敦城市機場、盧頓機場及南安普敦機場被關閉。

### 伤亡
截止到2月7日，此次暴風雪已造成至少3人死亡。

### 电视
由於許多電視台主持人無法返回演播室，一些現場轉播的節目出現了欠缺主持人以及現場觀衆的情形。

### 新闻报道
超過700萬人收看了BBC18:00和22:00的新聞節目。收看BBC新聞頻道的觀衆數量更是自2007年倫敦汽車炸彈事件以來最高的。35,000張圖片和視頻被發送到BBC網站，達到了歷史最高值。

### 赛事推迟与取消
被安排在一周早些時候的體育賽事日程受到天氣影響。足球、橄欖球、賽馬等項目的賽事被迫取消或延期。

## 圖片

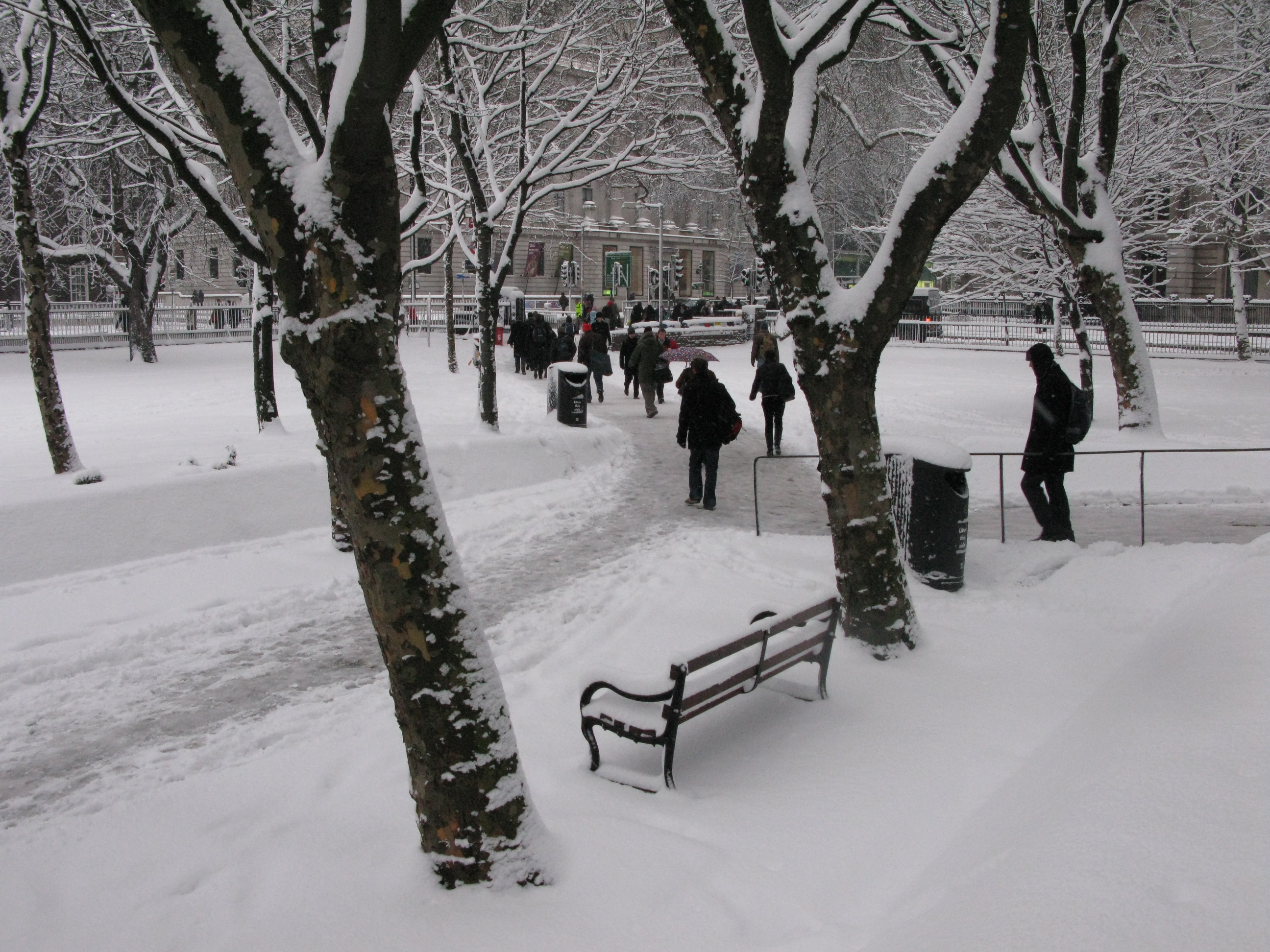
2月2日，離開Euston車站的通勤者
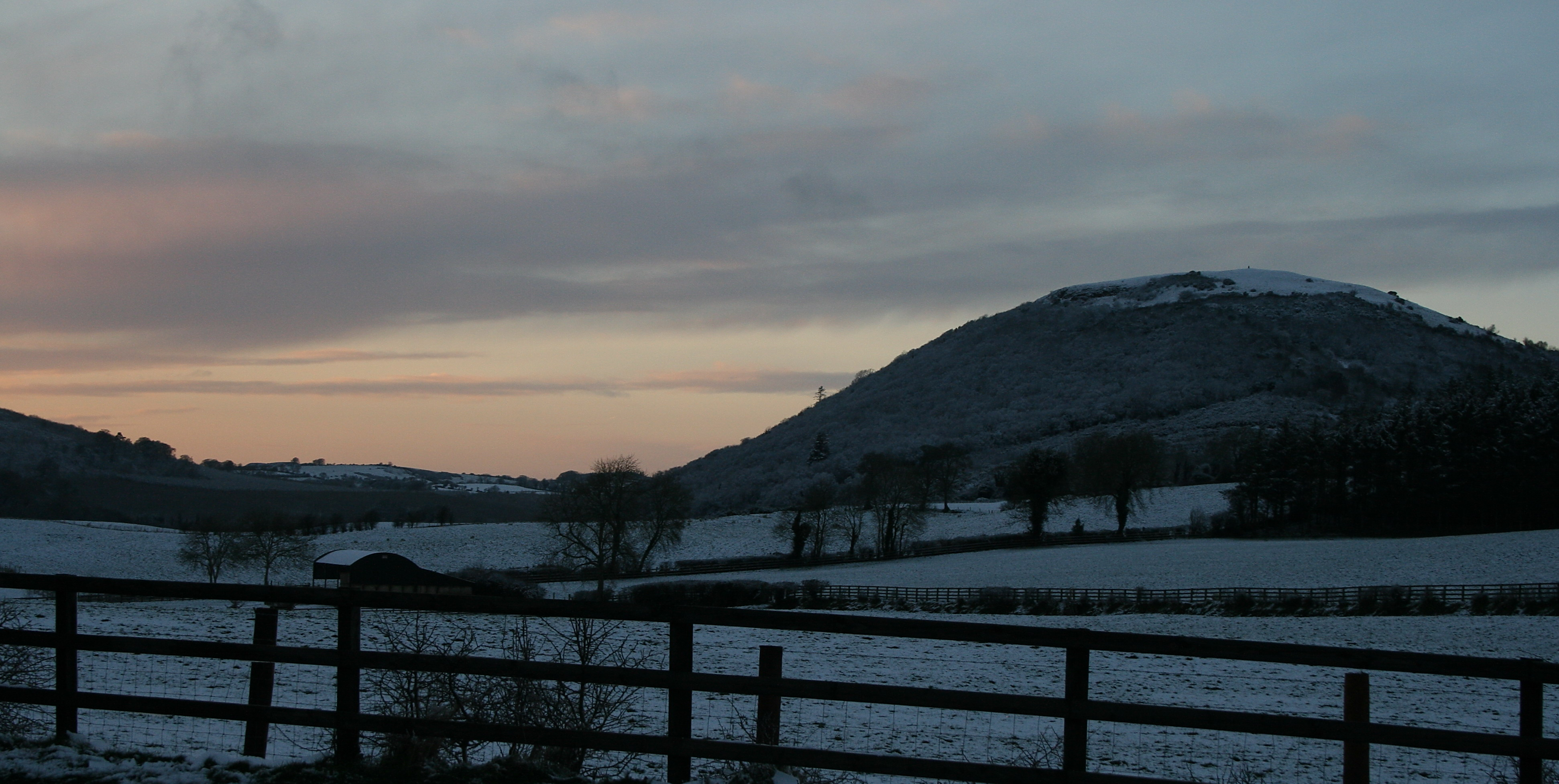
2月1日，韋斯特米斯郡的雪
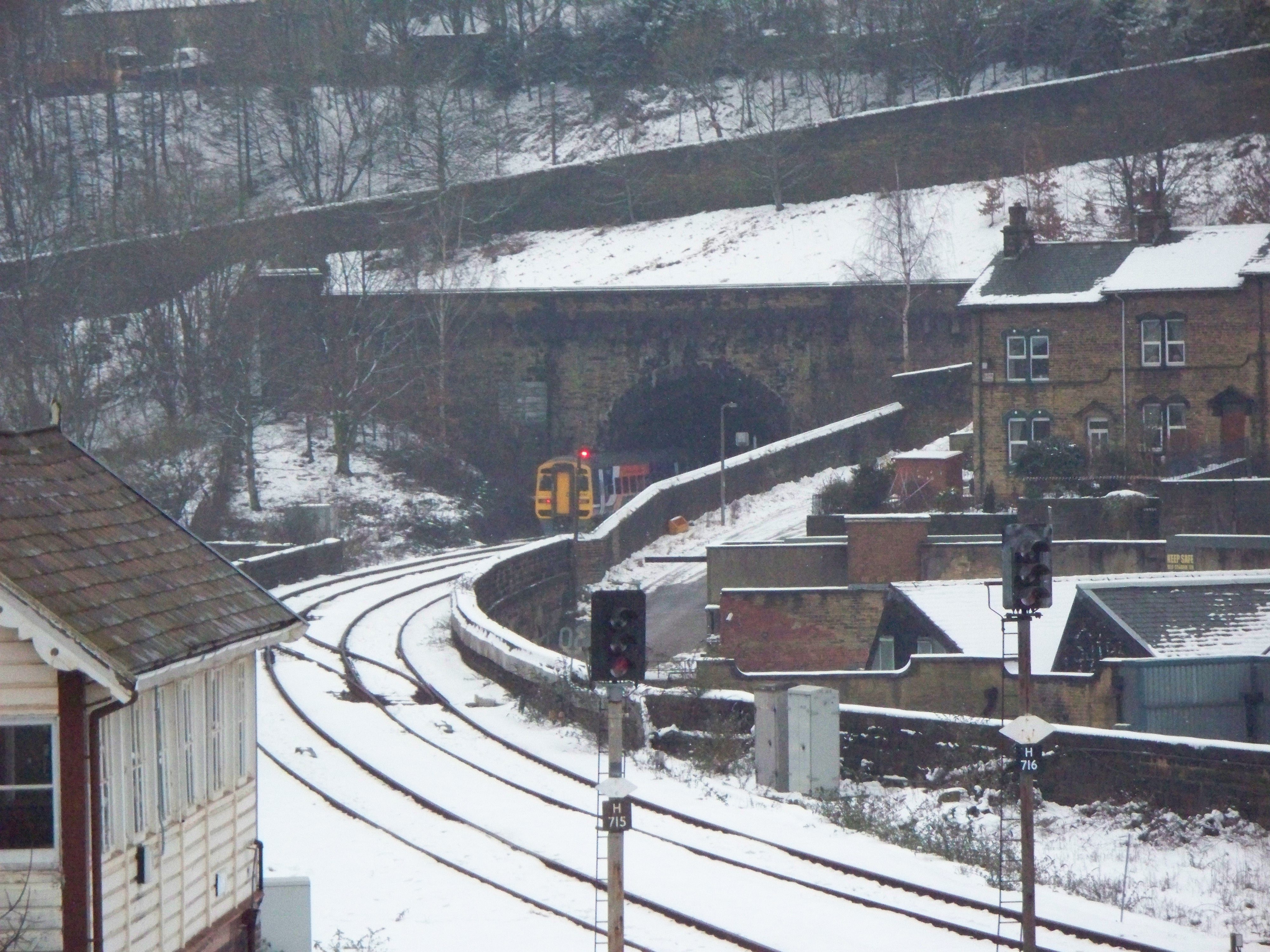
2月5日，一輛前往里茲的列車離開了西約克郡的哈利法克斯車站
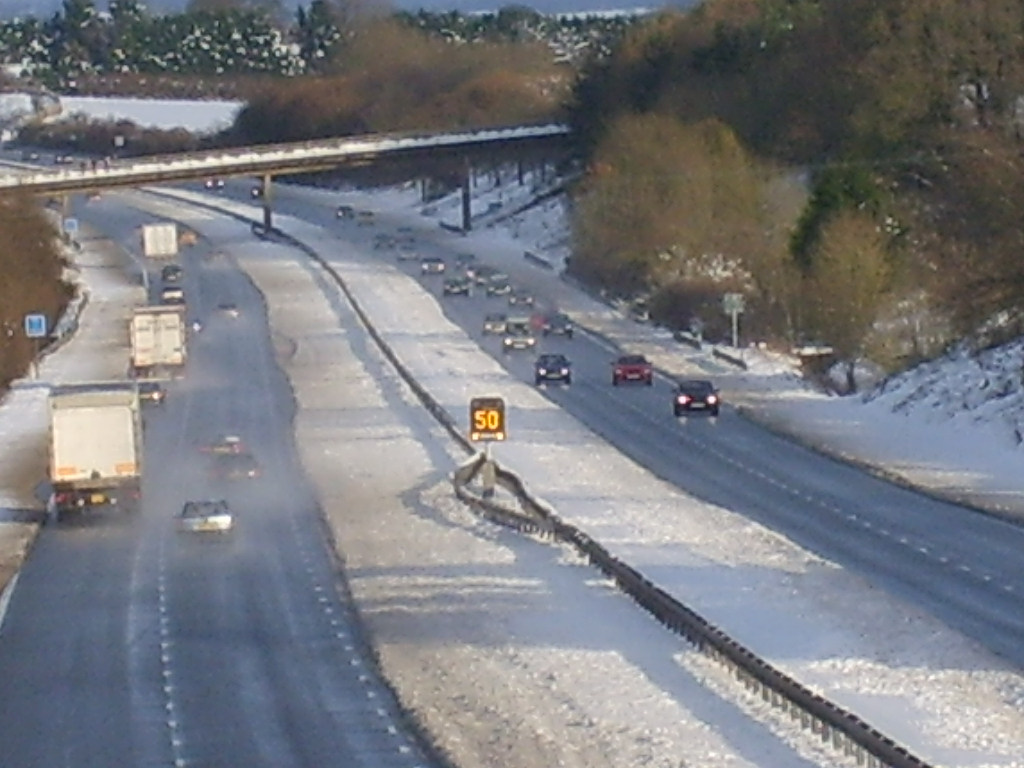
2月6日，在薩默塞特郡的威靈頓附近之M5高速公路
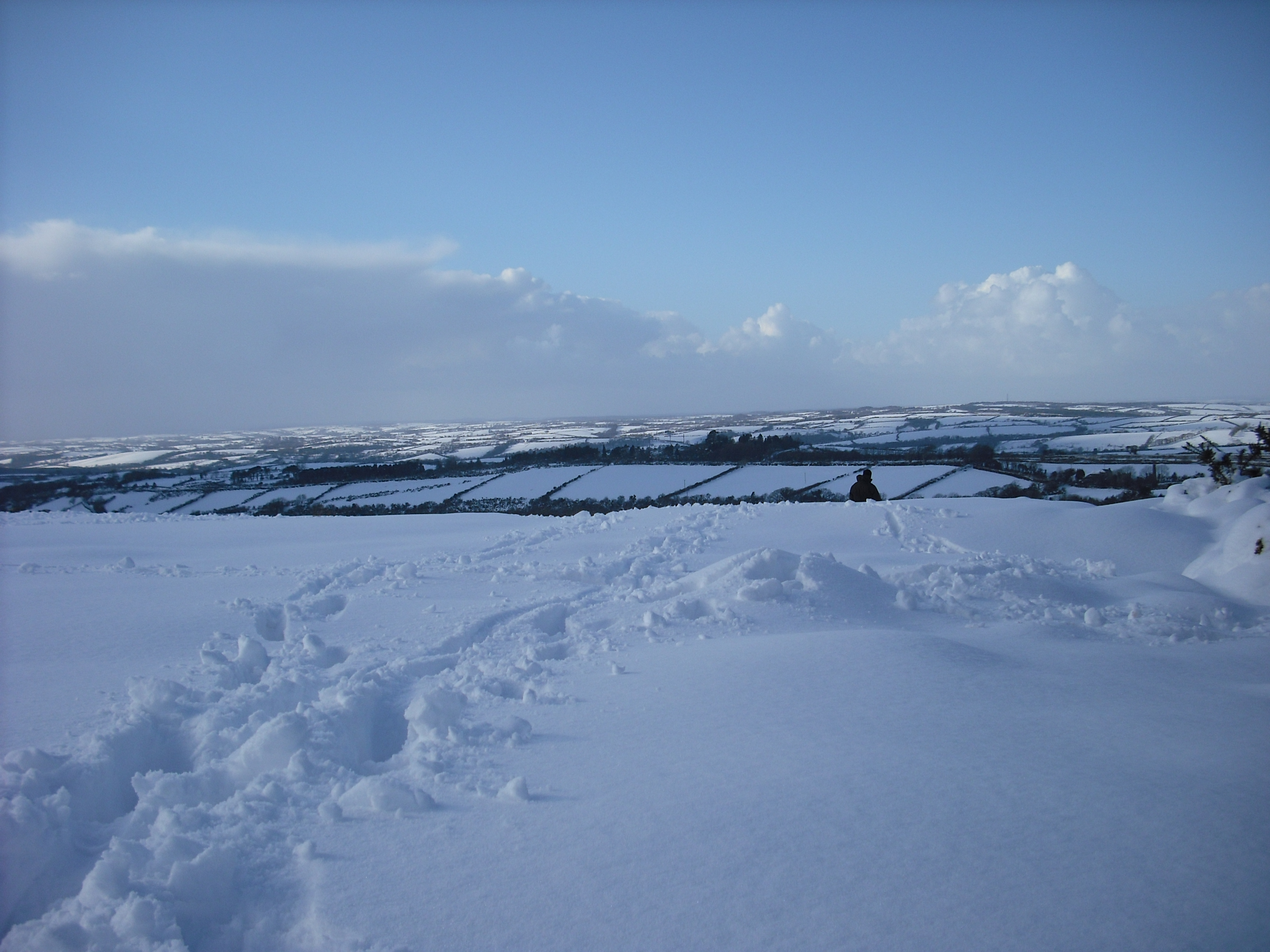
在奧克漢普頓附近所下的深厚積雪
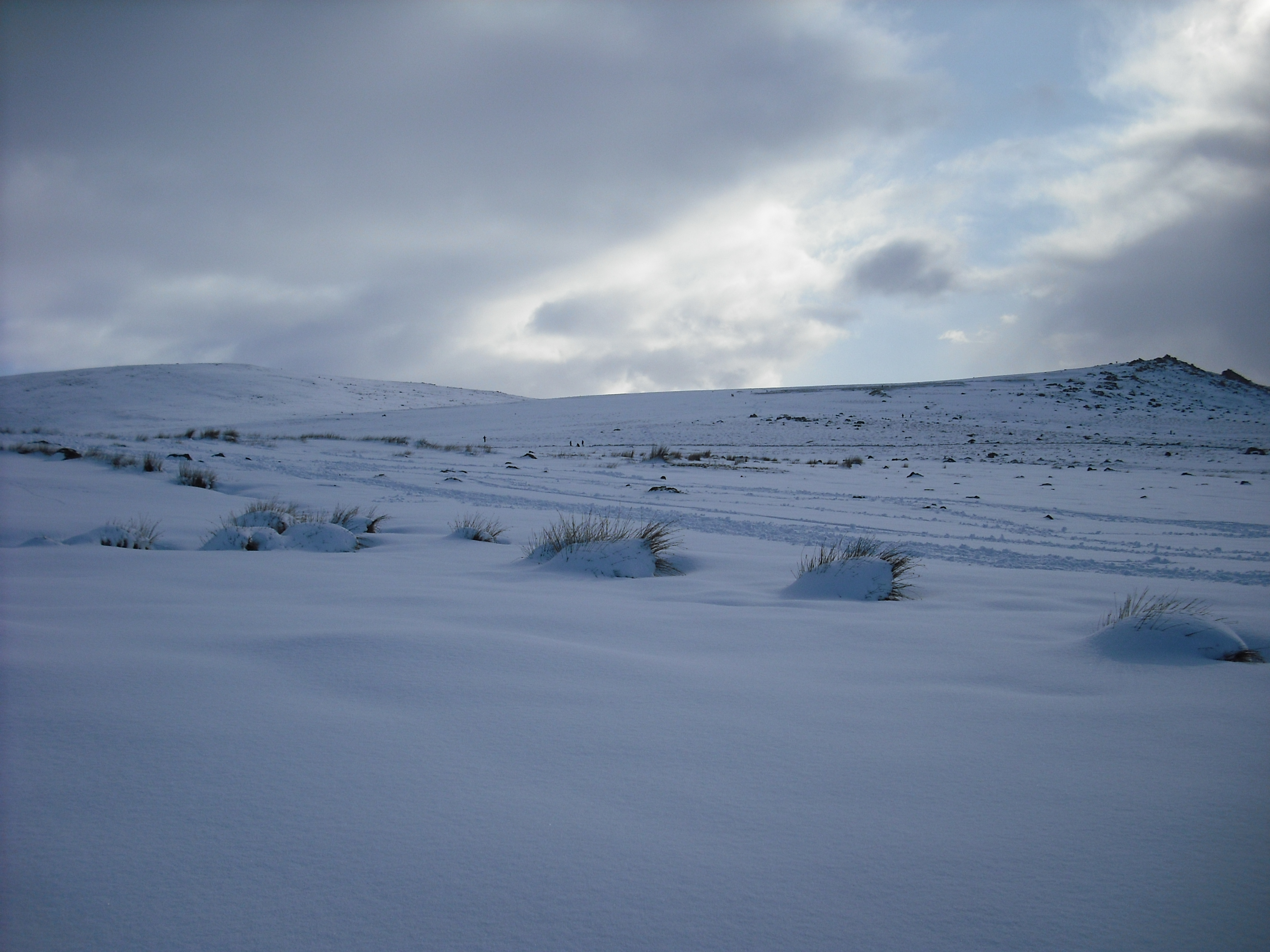
達特穆爾由於深厚積雪而變得平坦
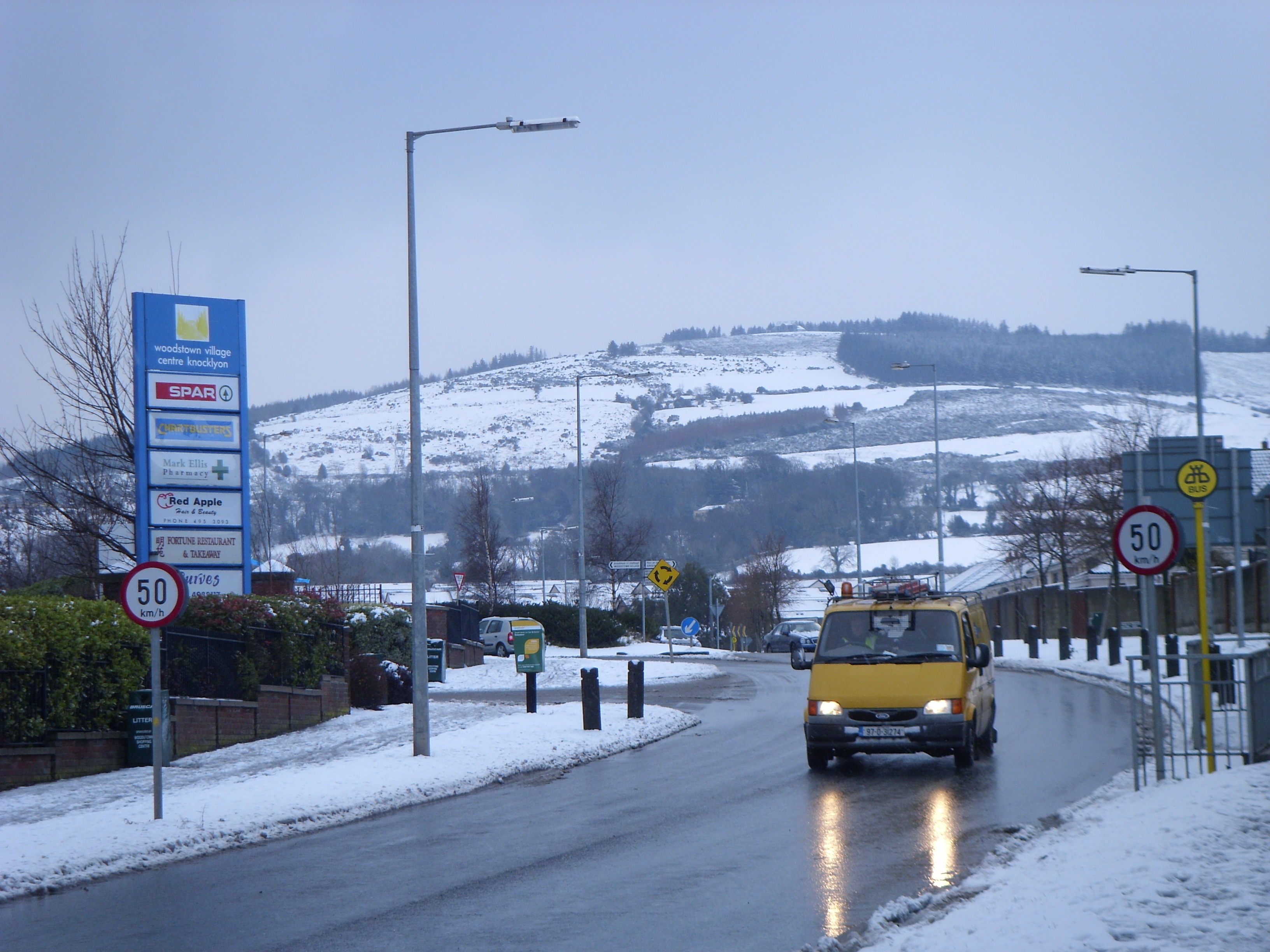
2月3日，都柏林地區的塔拉特附近的巴利卡倫公路(Ballycullen Road)
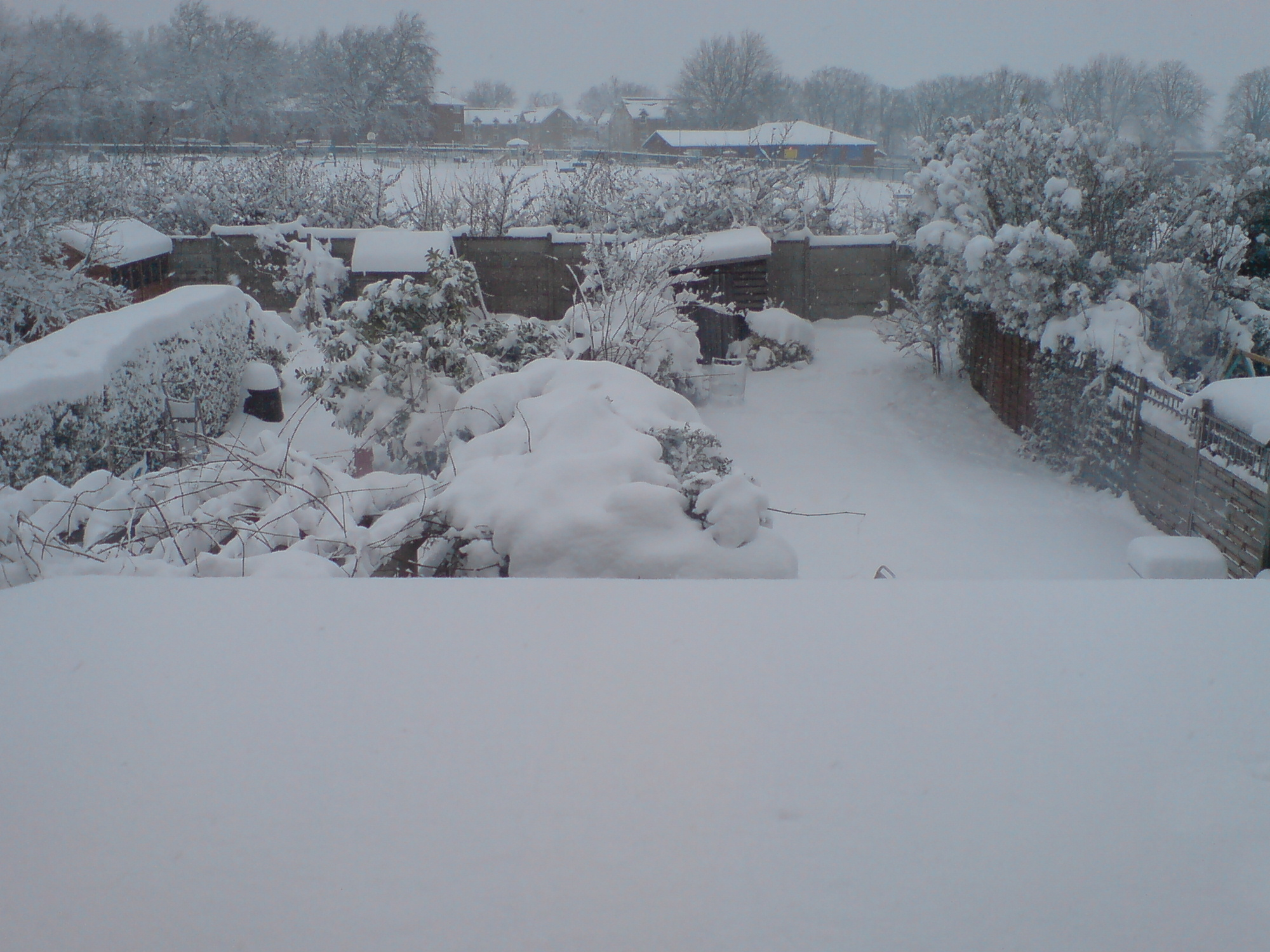
在薩里郡的埃普瑟姆所下的雪